# Phyllonorycter iriphanes
Phyllonorycter iriphanes là một loài bướm đêm thuộc họ Gracillariidae. Loài này có ở Peru.